# Echinogorgia complexa
Echinogorgia complexa is een zachte koraalsoort uit de familie Plexauridae. De koraalsoort komt uit het geslacht Echinogorgia. Echinogorgia complexa werd in 1910 voor het eerst wetenschappelijk beschreven door Nutting. 